# Masalia chitinipyga
Masalia chitinipyga är en fjärilsart som beskrevs av Dumont 1920. Masalia chitinipyga ingår i släktet Masalia och familjen nattflyn. Inga underarter finns listade i Catalogue of Life.